# Саяка бразильська
Сая́ка бразильська (Thraupis ornata) — вид горобцеподібних птахів родини саякових (Thraupidae). Ендемік Бразилії.

## Поширення і екологія
Бразильські саяки мешкають на південно-східному узбережжі Бразилії, від півдня центральної Баїї до північного сходу Ріу-Гранді-ду-Сул. Вони живуть в кронах вологих рівнинних і гірських атлантичних лісів, на узліссях і галявинах та в садах. Зустрічаються на висоті до 1750 м над рівнем моря.